# 環境價值
《環境價值》（Environmental Values）是一份1992年起發行的學術期刊。該期刊最初每年出版4次，在2013年改為每年6期。在內容方面，則以應用倫理學剖析現時的環境政策和問題，以及未來人類與其他物種的發展。現時，期刊的主編是維也納經濟與商業大學的Clive L. Spash。據2011年發佈的期刊引證報告指，《環境價值》的影響因子是1.37。

## 資料來源
1. ↑  .   [2014-05-12]. （原始内容存档于2016-03-09）.

## 外部連結
- 官方网站